# Velike zelene oči
Velike zelene oči je resnična zgodba o slepoti, namenjena mladini, ki jo je napisala nemška pisateljica Jana Frey. Knjigo z izvirnim naslovom Der verlorene Blick je v slovenščino prevedla Alenka Veler, spremno besedo pa napisala Aksinja Kermauner. 

## Vsebina
Zgodba se dogaja konec februarja v Nemčiji, ko oče petnajstletne Lene napove osemtedensko potovanje v Avstralijo, njena mama pa sprejme povabilo na tritedensko plesno delavnico v Amsterdamu, zaradi česar Lena, njen starejši brat Siemen, mlajši brat Griša in njihova mlada varuška Katie ostanejo sami doma. Nekaj dni kasneje, v večernih urah, prideta k njim na obisk Lenina najboljša prijateljica Jana in njen bratranec Frederik, ki je že dolgo zaljubljen v Leno. 
Naslednje jutro se vsi skupaj odpravijo na spomladanski izlet v gozd. Ob povratku naletijo na močno ploho, v kateri se pokvarijo brisalci pri avtomobilu, ki ga vozi Katie. To povzroči prometno nesrečo, v kateri Leno, ki sedi neprivezana na sredini zadnjega sedeža, odnese s sedeža. 
Lena se tri tedne kasneje zbudi v bolnišnici s povito glavo in neznosnimi glavoboli. Ko končno pride dan, da ji odstranijo povoje, spozna, da ji je nesreča, ki se je zgodila, za vedno vzela vid. 
Zgodba ganljivo prikaže Lenin odziv na slepoto. Jasno opiše svet, v katerem se je znašla, opiše tudi vse novosti, ki ji slepota prinese. Njeno željo, da ne bi bila nikomur v breme, še posebno staršem, in njen trud, da bi nadaljevala svoje življenje kar se da normalno. 

## Zbirka
Knjiga je izšla v Zbirki Odisej založbe Mladinska knjiga. 

## Izdaje in prevodi
- Prva slovenska izdaja iz leta 2005 (COBISS)
- Nemški izvirnik iz leta 2002 (COBISS)